# Leugnung des Völkermords an den Armeniern
Als Leugnung des Völkermords an den Armeniern wird das Billigen, Bestreiten oder Verharmlosen des Völkermordes an den Armeniern bezeichnet. Diese Haltung ist besonders in der Republik Türkei, der Rechtsnachfolgerin des Osmanischen Reiches, verbreitet. Sie wird auch von einigen westlichen Wissenschaftlern, darunter Bernard Lewis, Guenter Lewy, Heath W. Lowry, Andrew Mango, Justin A. McCarthy, Stanford Shaw und Norman Stone, geteilt. Insbesondere bezweifelt wird die Vernichtungsabsicht gemäß der Völkermordkonvention der UNO oder deren Nachweis. In der Schweiz, der Slowakei, Griechenland und Zypern steht der Negationismus des Völkermordes an den Armeniern unter Strafe.

## Bewertung in der Türkei

### Terminologie
In der Türkei werden die Geschehnisse von 1915–1917 als Ermeni soykırım iddiaları („Behauptungen über den Völkermord an den Armeniern“) oder als sözde Ermeni soykırımı („Angeblicher Völkermord an den Armeniern“) bezeichnet. Laut Erlass № 2007/18 des Ministerpräsidialamts der Türkei ist seit 2007 offiziell die neutralere Bezeichnung „Ereignisse von 1915“ (1915 olayları) oder „armenische Behauptungen bezüglich der Ereignisse von 1915“ (1915 olaylarına ilişkin Ermeni iddiaları) zu verwenden.

### Betrachtungsweise
Der Völkermord wird von der türkischen Regierung und großen Teilen der türkischen Öffentlichkeit und Wissenschaft in Abrede gestellt. Die Opfer seien Begleiterscheinungen eines von den Armeniern angefangenen Bürgerkriegs. Nach gängiger Ansicht hätten armenische Gruppen den Ausbruch des Ersten Weltkrieges zum Anlass genommen, sich gegen das Osmanische Reich zu erheben, und dabei zahlreiche Massaker an der türkischen Bevölkerung verübt. Insbesondere wird dabei auf den Aufstand von Van hingewiesen. In dieser Zwangslage habe das Reich seine Existenz bedroht gesehen und aus militärischen Gründen die Umsiedlung (tehcir) der gesamten armenischen Bevölkerung beschlossen. Am 27. Mai 1915 habe die Türkei ein Deportationsgesetz verabschiedet. Die Armenier sollten entschädigt und in die osmanischen Territorien im heutigen Syrien oder Irak umgesiedelt werden. Infolge der Kriegswirren seien durch Massaker, Überfälle, Hunger und Seuchen etwa 300.000 Armenier umgekommen. Einen Befehl Talât Paschas oder des Komitees für Einheit und Fortschritt, die Armenier zu töten, habe es nicht gegeben. Im Gegenteil, es sei vorgesehen gewesen, die Kolonnen der Deportierten zu beschützen und zu versorgen.
Historische Quellen wie die Memoiren des damaligen amerikanischen Botschafters in Istanbul, Henry Morgenthau, und das „Blue Book“ von Toynbee und Bryce werden als nicht neutral und die Andonian-Dokumente als Fälschung betrachtet. Aspekte der türkischen Haltung werden von einigen nichttürkischen Wissenschaftlern unterstützt.

### Justiz
Der Große Senat für Strafsachen beim türkischen Kassationshof beschrieb 2006 in der Sache gegen Hrant Dink die türkische Haltung zum Völkermord folgendermaßen:

“Resmi olan ve tarihi belge ve gerçeklere dayandığı ifade edilen Türk tezine göre; Osmanlı toplumunun bir parçası olan ve hatta ‘millet-i sadıka’ olarak adlandırılan Ermenilerin savaşta düşmanlarıyla birlik olduğu, Osmanlıyı arkadan vurduğu, toplu katliamlarla doğu vilayetlerinde zulüm yarattığı, bu nedenle Osmanlı yönetimince zorunlu göçe tabi tutulduğu, bu göçün yine Osmanlıya ait güney coğrafyaya doğru gerçekleştirildiği, çok cephede yürütülen savaşın koşulları, toplu göçün sıkıntıları, açlık, hastalık gibi önlenemez nedenlerle toplu ölümler olduğu kabullenilmekte ve böylece sanığın benimsediği tezin tam karşıtı bir diğer tez dile getirilmekte, tarihi belgelere göre asıl soykırımın zorunlu göçün öncesinde bizzat Ermenilerce Türklere karşı işlendiği savunulmaktadır.”

„Gemäß der offiziellen türkischen These, von der es heißt, dass sie sich auf historische Dokumente sowie Tatsachen stützt, haben die Armenier, die Teil der osmanischen Gesellschaft waren und sogar als ‚treue Nation‘ bezeichnet wurden, im Krieg mit den Feinden gemeinsame Sache gemacht, die Osmanen hinterrücks angegriffen und durch Massenmorde in den östlichen Provinzen Schrecken verbreitet. Aus diesem Grunde wurden sie seitens der osmanischen Regierung einer Zwangsumsiedlung unterworfen. Es wird allgemein akzeptiert, dass diese Umsiedlung in Richtung der südlichen Territorien des Osmanischen Reiches erfolgte und dass es dabei aus unvermeidbaren Gründen wie den Bedingungen des Krieges, der an vielen Fronten geführt wurde, aufgrund der Not, die mit einer Massenumsiedlung verbunden ist, und aufgrund von Hunger und Krankheit zu massenhaften Todesfällen gekommen ist. In dieser Weise wird eine andere These formuliert, die der These, die der Angeklagte [hier: Hrant Dink] vertritt, vollends widerspricht. Man vertritt die These, dass gemäß historischen Dokumenten der eigentliche Genozid vor der Zwangsumsiedlung von den Armeniern selbst an den Türken begangen wurde.“

### Wissenschaft
Hikmet Özdemir, Leiter der Armenienabteilung der Türkischen Historischen Gesellschaft, bestreitet ebenfalls, dass es einen Genozid gab. In einem Gespräch mit der Zeitung Die Welt sagte er unter anderem:

„Wenn jemand ein Dokument zeigt, aus dem hervorgeht, daß die Regierung die Vernichtung der Armenier beabsichtigte, dann akzeptiere ich das. Das Gegenteil ist jedoch der Fall. Die Armenier kämpften gegen uns, und ihre Deportation wurde aus militärischen Gründen notwendig. Dabei geht aus allen Dokumenten hervor, daß die Regierung um den Schutz der Zivilisten bemüht war, sogar die Vertreibung vom Winter auf den Frühling verschob, um die Menschen zu schonen. Daß so viele starben, war Folge der Kriegswirren, der Witterung, der primitiven Umstände.“

### Auseinandersetzungen in der Türkei
In der Türkei gibt es zunehmend eine kritische Auseinandersetzung mit dem Thema Armeniergenozid und der offiziellen Bestreitung als Genozid. Die osmanischen Archive des Ministerpräsidialamts der Türkei werden von der Türkei zwar als frei zugänglich bezeichnet, jedoch wird die Arbeit für Wissenschaftler in den Archiven durch Restriktionen erschwert und nicht alle Dokumente sind veröffentlicht.
Im Jahre 2008 gab es im Internet die Unterschriftenkampagne „Ich bitte um Entschuldigung“, an der sich auch Prominente beteiligten.

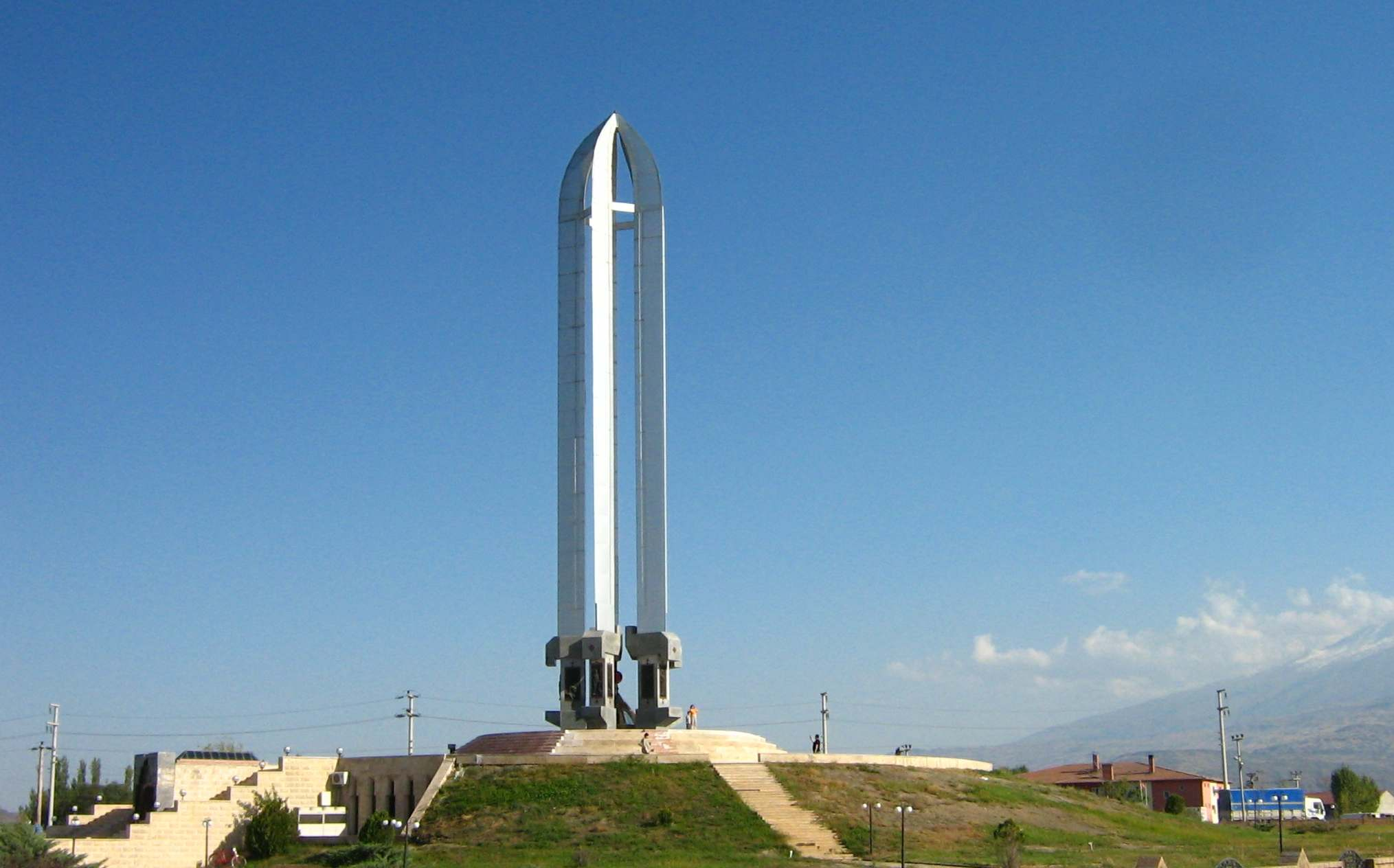
Die Gedenkstätte und das Museum für den Völkermord in Iğdır verbreiten die falsche Ansicht, dass die Armenier Völkermord an den Türken begangen hätten und nicht umgekehrt.

Der Artikel 301 des türkischen StGB (Beleidigung des Türkentums) wird bis heute dazu eingesetzt, die öffentliche Anerkennung des Genozids an den Armeniern strafrechtlich zu verfolgen.
Türkische Schüler lernen spätestens ab dem 10. Schuljahr, dass es keinen Völkermord an den Armeniern gegeben habe und dass Armenier einen Völkermord an den Türken begangen hätten. Diese türkische Geschichtsschreibung muss von den Schülern auswendig gelernt werden.
Zu den politischen Parteien, die mit besonderem Nachdruck die These vom „angeblichen Völkermord“ vertreten, also den Genozid verleugnen, gehören insbesondere die Arbeiterpartei und die Partei der Nationalistischen Bewegung.
Der 2007 ermordete armenische Journalist Hrant Dink wurde 2005 wegen „Beleidigung des Türkentums“ zu einer Bewährungsstrafe verurteilt. Die türkische Schriftstellerin Elif Shafak wurde im Jahr 2006 freigesprochen. Eine fiktive Figur ihres Romanes Der Bastard von Istanbul hatte den Völkermord aus armenischer Sicht kritisiert.
Der türkische Literaturnobelpreisträger Orhan Pamuk wurde im März 2011 wegen Verstoßes gegen den Artikel 301 zu einer Schadenersatzzahlung an sechs Kläger verurteilt, die sich durch seine Äußerungen zu den Tötungen von Armeniern aus dem Jahr 2005 beleidigt fühlten. (Pamuk: „Die Türken haben auf diesem Boden 30 Tausend Kurden und eine Million Armenier getötet.“) Die Verurteilung Pamuks stieß inner- und außerhalb der Türkei auf heftige Kritik.

## Bewertung außerhalb der Türkei
Insgesamt haben über 20 Staaten die Massaker als Völkermord entsprechend der 1948 beschlossenen und 1951 in Kraft getretenen Konvention über die Verhütung und Bestrafung des Völkermordes anerkannt. Die jeweiligen Regierungen der Türkei versuchen trotz politischer Forderungen seitens der Oppositionsparteien und der armenischen Minderheit nach Anerkennung des Genozids durch politischen und diplomatischen Druck, andere Staaten davon abzuhalten, die Geschehnisse als Völkermord anzuerkennen. So berief die Regierung im März 2010 ihren Botschafter aus Washington zurück, nachdem der US-Kongress die Ereignisse als Völkermord klassifiziert hatte. Die Bewertung der Ereignisse spielt insbesondere im Verhältnis zu Armenien eine zentrale Rolle.

### Deutschland
Der Deutsche Bundestag stellte in seiner Resolution vom 2. Juni 2016 mit einer Gegenstimme und einer Enthaltung fast einstimmig durch alle Fraktionen fest, dass die planmäßige Vertreibung, Ermordung und Vernichtung der Armenier und anderer christlicher Volksgruppen im Jahr 1915 und den folgenden als Völkermord zu bezeichnen ist. Der Bundestag setzt sich für eine umfassende Aufarbeitung der Geschehnisse zur Zeit des Ersten Weltkrieges und der Rolle des Deutschen Reichs ein und fordert die Landesparlamente auf, die Vernichtung der Armenier als Teil der Aufarbeitung der Geschichte ethnischer Konflikte des 20. Jahrhunderts in den Lehrplänen und -materialien aufzugreifen und nachfolgenden Generationen zu vermitteln. Der Bundestag setzt sich ferner dafür ein, dass im Rahmen der Haushaltsmittel wissenschaftliche, zivilgesellschaftliche und kulturelle Aktivitäten in der Türkei und Armenien gefördert werden, die zu einem Austausch und Annäherung sowie einer Aufarbeitung der türkisch-armenischen Geschichte dienen. In Deutschland als Verbündetem der Türkei im Ersten Weltkrieg ist die Beteiligung deutscher Militärattachés weitgehend unbekannt.

### Frankreich
Im Dezember 2011 verabschiedete die französische Nationalversammlung ein Gesetz mit dem Inhalt, dass „die öffentliche Preisung, Leugnung oder grobe Banalisierung von Genoziden, Verbrechen gegen die Menschlichkeit oder Kriegsverbrechen“ mit Haft- oder Geldstrafen geahndet werden kann. Darunter fällt auch der Genozid an den Armeniern. Die französischen Abgeordneten rügten die „unerträglichen Versuche“ der Republik Türkei, Druck auf das französische Parlament auszuüben. Als Reaktion zog die türkische Regierung ihren Botschafter aus Frankreich ab. Das Gesetz wurde im Januar 2012 durch den französischen Senat bestätigt und muss noch vom Staatspräsidenten unterschrieben werden, bevor es in Kraft treten kann.
Das französische Gesetz löste nach seiner Bestätigung durch den Senat heftige Kritik und Drohungen gegenüber Frankreich von Seiten der Türkei aus. Das Gesetz wurde im Februar 2012 vom französischen Verfassungsrat als verfassungswidrig erklärt, da es gegen die Meinungsfreiheit verstoße. Der französische Staatspräsident Nicolas Sarkozy kündigte daraufhin eine veränderte Fassung des Gesetzes an. Am 1. Juli 2016 verabschiedete das französische Parlament erneut einen Gesetzentwurf, mit dem die Leugnung von Völkermorden, darunter auch die Leugnung des Völkermords an den Armeniern, und die Leugnung von Kriegsverbrechen, Sklaverei und Verbrechen gegen die Menschlichkeit zukünftig mit einem Jahr Haft und einer Geldstrafe in Höhe von 45.000 Euro geahndet werden solle.

### Großbritannien
Großbritannien hielt Istanbul ab 1920 unter Belagerung. Nach dem Ersten Weltkrieg war die britische Regierung die Hauptverantwortliche dafür, dass die osmanische Nachfolgeregierung der Jungtürken nationale Militärkriegsgerichte (Istanbuler Prozesse) errichtete, die u. a. die Schuldfrage der in den Kriegsjahren von den Jungtürken gebildeten Zentralregierung klären sollte. Da die britische Regierung die nationalen Prozesse als „Augenwischerei“ bewertete, führte sie ab Mai 1919 mehrere jungtürkische Intellektuelle nach Malta ins Exil ab. Ziel war es, internationale Kriegsgerichtshöfe zu erstellen, deren Errichtung allerdings scheiterte. Die britische Regierung betrachtet die vorgebrachten Beweise als nicht ausreichend dafür, die Ereignisse als Genozid zu klassifizieren:

“The massacres were an appalling tragedy, which the British Government of the day condemned. We fully endorse that view. However, neither this Government nor previous British Governments have judged that the evidence is sufficiently unequivocal to persuade us that these events should be categorised as genocide as defined by the 1948 UN Convention on Genocide, a convention which is, in any event, not retrospective in application.”

„Die Massaker waren eine schreckliche Tragödie, welche die damalige britische Regierung verurteilte. Wir teilen vollumfänglich diese Ansicht. Allerdings haben weder diese Regierung noch die vorherigen britischen Regierungen entschieden, dass die Beweise ausreichend eindeutig sind, uns zu überzeugen, dass diese Ereignisse als Völkermord kategorisiert werden sollten, wie von der UN-Konvention von 1948 über Völkermord definiert, welche eine Konvention ist, die in jedem Fall nicht rückwirkend in der Anwendung ist.“

Der britische Kronanwalt Geoffrey Robertson veröffentlichte im Jahre 2009 einen Bericht namens „Was there an Armenian Genocide?“ und enthüllte anhand von Dokumenten des Foreign and Commonwealth Office (FCO), wie Minister über viele Jahre hinweg durch Falschaussagen zum Völkermord an den Armeniern das britische Parlament bezüglich der faktischen Wahrheit dieses Genozids getäuscht haben, um eine Anerkennung des Genozids seitens der britischen Regierung zu verhindern und somit das strategisch sowie politisch wichtige Verhältnis zur Türkei nicht zu gefährden.

### Österreich
Anlässlich des 100. Jahrestages des Genozids an den Armeniern am 24. April 2015 erkannten alle Klubobleute der zu jenem Zeitpunkt im Parlament vertretenen Parteien den Völkermord, ausgeübt von dem Osmanischen Reich, an. Dabei wurde die historische Verantwortung Österreichs ausdrücklich erwähnt.

### Schweiz
Der türkische Politiker Doğu Perinçek, der in der Schweiz den Völkermord an den Armeniern als „internationale Lüge“ bezeichnet hatte, wurde von den Schweizer Gerichten wegen Verstoßes gegen die Rassismus-Strafnorm zu einer Geldstrafe verurteilt. Im Dezember 2013 urteilte der Europäische Gerichtshof für Menschenrechte (EGMR) in Straßburg, dass damit das Recht auf freie Meinungsäußerung verletzt wurde. Demnach müssen die Staaten eine offene Debatte über die Geschichte zulassen und auch Minderheitenmeinungen schützen. Die Schweiz legte gegen das Urteil Berufung ein. Am 3. Juni 2014 entschied der EGMR, den Fall durch die Große Kammer neu beurteilen zu lassen, da „die Angelegenheit eine schwerwiegende Frage zur Menschenrechtskonvention aufwirft“. Am 15. Oktober 2015 urteilte die Große Kammer des EGMR, die Leugnung des Völkermordes an den Armeniern falle unter das Recht der freien Meinungsäußerung.

## Haltung einiger Wissenschaftler

### Bernard Lewis
Bernard Lewis spricht von „furchtbaren Massakern“, bei denen nicht bewiesen sei, dass sie staatlicherseits beschlossen wurden, sondern es im Gegenteil einige Quellen und Beweise gäbe, dass dies sogar vom Staat versucht wurde zu verhindern, und schätzt die Zahl der armenischen Opfer auf etwa eine Million. Das Problem sei nicht, ob es diese Massaker gegeben habe, sondern ob diese vom türkischen Staat befohlen  wurden:

„There is no evidence of a decision to massacre. On the contrary, there is considerable evidence of attempt to prevent it, which were not very successful. Yes, there were tremendous massacres, the numbers are very uncertain but a million nay may well be likely.“

„Es gibt keinen Beweis eines Entschlusses, [die Armenier] zu massakrieren. Im Gegenteil, es gibt Beweise, dass versucht wurde, das Massaker zu verhindern, die nicht sehr erfolgreich waren. Ja, es gab furchtbare Massaker, die Zahlen sind sehr unsicher, aber etwas um eine Million könnte wahrscheinlich sein.“

„[T]he issue is not whether the massacres happened or not, but rather if these massacres were as a result of a deliberate preconceived decision of the Turkish government […] there is no evidence for such a decision.“

„Die Frage ist nicht, ob Massaker geschahen oder nicht, sondern eher, ob diese Massaker das Ergebnis einer bewussten vorgefassten Entscheidung der türkischen Regierung waren […] für eine solche Entscheidung gibt es keinen Beleg.“

### Guenter Lewy
Guenter Lewy ist der Ansicht, man könne die Organisierung der Massaker seitens der jungtürkischen Zentralregierung, die in den Kriegsjahren das Osmanische Reich allein regierte, nicht belegen, und beschreibt die Ereignisse als eine „schlimm aus dem Ruder gelaufene Deportation“. Den Völkermord hält er für umstritten (disputed):

„The three pillars of the Armenian claim to classify World War I deaths as genocide fail to substantiate the charge that the Young Turk regime intentionally organized the massacres. Other alleged evidence for a premeditated plan of annihilation fares no better.“

„Die drei Säulen des armenischen Anspruchs, die Todesfälle des Ersten Weltkriegs als Völkermord zu bezeichnen, scheitern daran, den Vorwurtf zu belegen, dass das jungtürkische Regime die Masser absichtlich organisierte. Bei anderen anbegblichen Belegen für den Plan einer vorsätzlichen Vernichtung sieht es nicht besser aus.“

Bei den drei Säulen, die die Organisierung der Massaker durch die İttihad ve Terakki nicht nachweisen sollen, handelt es sich um die Andonian-Telegramme, die Reproduktion eines Teils der Protokolle der Istanbuler Prozesse in der Takvim-i Vekayi und die Rolle der Geheim- und Guerillaorganisation Teşkilât-ı Mahsusa von Enver Pascha.

### Justin McCarthy
Justin McCarthy geht anhand von Bevölkerungsstatistiken davon aus, dass die Kriegsjahre bis 1920 584.000 armenische Todesopfer gefordert hätten. Die meisten seien dabei Opfer des Krieges zwischen Muslimen und Armeniern geworden, direkt oder indirekt durch Hunger und Seuchen. Allein in den Kriegsjahren seien 41 Prozent der armenischen Gesamtbevölkerung gestorben. Die Gesamtzahl der Opfer dieses Jahrzehnts auf muslimischer Seite, darunter auch die Kriegstoten, beziffert er auf 2,5 Millionen.
In einer neueren Veröffentlichung untersucht er mit türkischen Mitautoren die armenische Rebellion in Van. Er stellt die Ereignisse als Folgen einer allgemeinen armenischen Rebellion dar.